# Дарија Олајош Чизмић
Дарија Олајош Чизмић (Нови Сад, 1977) српска је оперска певачица Српског народног позоришта, сопран и првакиња Опере.

## Биографија
Дарија Олајош Чизмић је рођена 1977. године у Новом Саду где је завршила нижу и средњу Музичку школу „Исидор Бајић“. Дипломске и магистарске студије је завршила на новосадској Академији уметности, у класи проф. Бисерке Цвејић. Током школовања је била стипендисткиња Фонда „Меланија Бугариновић“.
Од 2000. године је солисткиња Опере Српског народног позоришта, дебитовала је улогом Адине у Доницетијевом Љубавном напитку. Исте године започиње и успешну сарадњу са Опером и театром Мадленијанум у Земуну и Народним позориштем у Београду.

## Оперски репертоар
- Жорж Бизе: Кармен – Фраскита;
- Ђузепе Верди: Набуко – Ана;  Риголето – Ђилда;   Травијата – Виолета Валери;
- Александра Вребалов: Милева – Милева, јуниор;
- Дејан Деспић: Поп Ћира и поп Спира – Фрау Габријела, сеоска оговаруша;
- Гаетано Доницети: Лучија од Ламермура – Лучија; Љубавни напитак – Адина;
- Зоран Јуранић: Посљедњи љетни цвијет – Ноћна дама, стриптизета, плавуша;
- Имре Калман: Кнегиња чардаша – Стази;
- Миховил Логар: Покондирена тиква – Анчица;
- Ђан Карло Меноти: Телефон (Омнибус опера) – Луси;
- Волфганг Амадеус Моцарт: Чаробна фрула – Краљица ноћи;
- Карл Орф: Кармина бурана – глас сопран;
- Жак Офенбах: Хофманове приче – Олимпија;
- Ђакомо Пучини: Боеми – Мизета;
- Ђоакино Росини: Севиљски берберин – Розина;   Сињор Брускино – Софија;
- Петар Стојановић: Војвода од Рајхштата – Марија Кристина;
- Стеван Христић: Сутон – Оре;
- Јохан Штраус: Слепи миш – Адела.

## Концертни репертоар
- Антонио Вивалди: Глорија;
- Волфганг Амадеус Моцарт: Еxultate jubilate;
- Карл Орф: Кармина бурана;
- Ђовани Батиста Перголези: Stabat mater;
- Ђакомо Пучини: Мизетин валцер (Боеми);
- Рихард Штраус: Речитатив и арија Зербинете (Ariadne auf Naxos);
- Новогодишњи гала-концерт Кад је опера срела филм
- За Светски дан музике – Гала концерт Опере Српског народног позоришта

## Награде
Дарија Олајош Чизмић је више пута награђивана Годишњим наградама Српског народног позоришта и то:
– за изузетно уметничко остварење у сезони за улогу Лучије у Доницетијевој опери Лучија од Ламермура 2005.
– за улогу Милеве у истоименој опери Александре Вребалов, компоноване поводом обележавања јубиларне, 150. годишњице Српског народног позоришта, 2012.
– за улоге Адине у комичној опери Љубавни напитак Гаетана Доницетија и улоге Луси у опери Телефон Ђ. Менотија, 2016.